# Riksa-Inseln
Die Riksa-Inseln (bulgarisch острови Рикса ostrowi Riksa) sind eine Gruppe dreier kleiner Inseln im Archipel der Südlichen Shetlandinseln. In der Gruppe der Aitcho-Inseln in der English Strait liegen sie 0,25 km westlich von Bilyana Island, 0,65 km nordöstlich von Emeline Island und 2,1 km östlich des Holmes Rock. Die Gruppe besteht aus den Inseln Cricklewood Island, Taunton Island und Bath Island.
Bulgarische Wissenschaftler kartierten sie 2009. Die bulgarische Kommission für Antarktische Geographische Namen benannte sie im selben Jahr nach Ortschaften im Nordwesten Bulgariens.